# Alopecurinae
Alopecurinae es una subtribu de hierbas de la familia Poaceae L. El género tipo es: Alopecurus L. Tiene los siguientes géneros.

## Géneros
- Achnodon Link = Phleum L.
- Achnodonton P. Beauv. = Phleum L.
- Alopecuropsis Opiz = Alopecurus L.
- Alopecurus L.
- Beckmannia Host
- Bruchmannia Nutt., orth. var. = Beckmannia Host
- Chilochloa P. Beauv. = Phleum L.
- Colobachne P. Beauv. = Alopecurus L.
- Cornucopiae L.
- Heleochloa P. Beauv. = Phleum L.
- Ioackima Ten., orth. var. = Beckmannia Host
- Joachima Ten. = Beckmannia Host
- Limnas Trin.
- Maillea Parl. = Phleum L.
- Phalarella Boiss., = Phleum L.
- Phleum L.
- Plantinia Bubani = Phleum L.
- Pseudophleum Dogan =~ Phleum L.
- Rhizocephalus Boiss.
- Stelephuros Adans. = Phleum L.
- Tozzettia Savi = Alopecurus L.